# Westermannia oediplaga
Westermannia oediplaga är en fjärilsart som beskrevs av George Francis Hampson 1910. Westermannia oediplaga ingår i släktet Westermannia och familjen trågspinnare. Inga underarter finns listade i Catalogue of Life.